# ماريا كافاكو سيلفا
ماريا كافاكو سيلفا (بالبرتغالية: Maria Cavaco Silva) (و. 1938 – م) هي مُدرسة من البرتغال ولدت في شلب.

## التعليم
تعلمت في جامعة لشبونة.